# Bigarreau Burlat

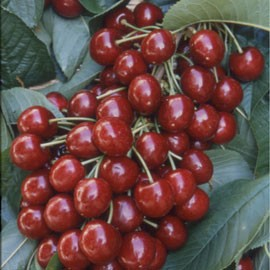
Kersen

Bigarreau Burlat of kortweg Burlat is een cultivar van de zoete kers. 

## Beschrijving
Toen de boomkweker Léonard Burlat tijdens de Eerste Wereldoorlog (in 1915) gemobiliseerd werd in het artilleriepark te Lyon, merkte hij in de buurt van Gerland een kersenboom op. Hij nam enkel enten en plaatste ze op een wilde kersenboom op zijn eigendom nabij Givors in Loire-sur-Rhône. In 1925 presenteerde zijn zoon André de grote vlezige donkerrode kers aan de Societé Pomologue de France, waarna de variëteit zich op lokaal en regionaal niveau verspreidde.